# デオキシシチジン
デオキシシチジン(Deoxycytidine)は、デオキシリボ核酸を構成するデオキシリボヌクレオシドである。リボヌクレオシドのシチジンと似ているが、2'位の水酸基が欠けている。
デオキシシチジンは、デオキシシチジンキナーゼによってリン酸化することができる。